# Petrus Plancius
Petrus Plancius, lusitanizado como Pedro Plâncio (1552 — 15 de maio de 1622) foi um teólogo, clérigo, cartógrafo e astrônomo holandês. O nome que adotou para assinar trabalhos é a forma alatinada do seu nome de batismo, Pieter Platevoet.

## Biografia
Nasceu em Dranouter, uma pequena aldeia rural atualmente localizada no município de Heuvelland, na província belga da Flandres Ocidental. Estudou teologia na Alemanha e em Inglaterra e com 24 anos tornou-se ministro da recém-fundada Igreja Reformada Holandesa, em nome da qual fundou igrejas em Mechelen, Lovaina e Bruxelas. Após a tomada de Bruxelas pelos espanhóis em 1585 e temendo a Inquisição, Plâncio fugiu da cidade e radicou-se em Amesterdã, onde desenvolveu  interesse pela cartografia.

## Cartografia
Foi um dos filiados fundadores da Companhia Holandesa das Índias Orientais, para a qual produziu vários mapas e cartas náuticas em que adotou, de forma inovadora, a projeção de Mercator. Ganhou idêntico renome por inventar um novo método para o cálculo da longitude, do qual recebeu a patente em 1594.

### Cartografia Celeste
A partir dos relatos de Américo Vespúcio, Andréa Corsali e Pedro de Medina, Plâncio tentou reproduzir em 1589 num globo celeste feito em parceria com Jacob Floris van Langren as constelações do Triângulo Austral e do Cruzeiro do Sul, sem, no entanto, obter êxito, uma vez que as mapeou em áreas totalmente distintas da realidade. No caso particular do Cruzeiro do Sul, esta figura já havia sido descrita e esboçada de forma fidedigna - pela primeira vez - pelo Mestre João, numa carta datada de 1500, em que a denomina "crux". Não obstante, alguns investigadores atribuem-lhe autoria a, entre outros, Américo Vespúcio (em 1501 ou 1503), Andréa Corsali (em 1515 ou 1516), ou ao próprio Plâncio, (em 1589 ou 1598).
Em 1592, Plâncio desenhou um mapa-múndi em que constavam duas pequenas representações do céu de cada um dos hemisférios com as constelações correspondentes, introduzindo a figura da Pomba, que viria a ser adotada pela União Astronómica Internacional (UAI) como uma das contemporâneas 88 constelações oficiais.

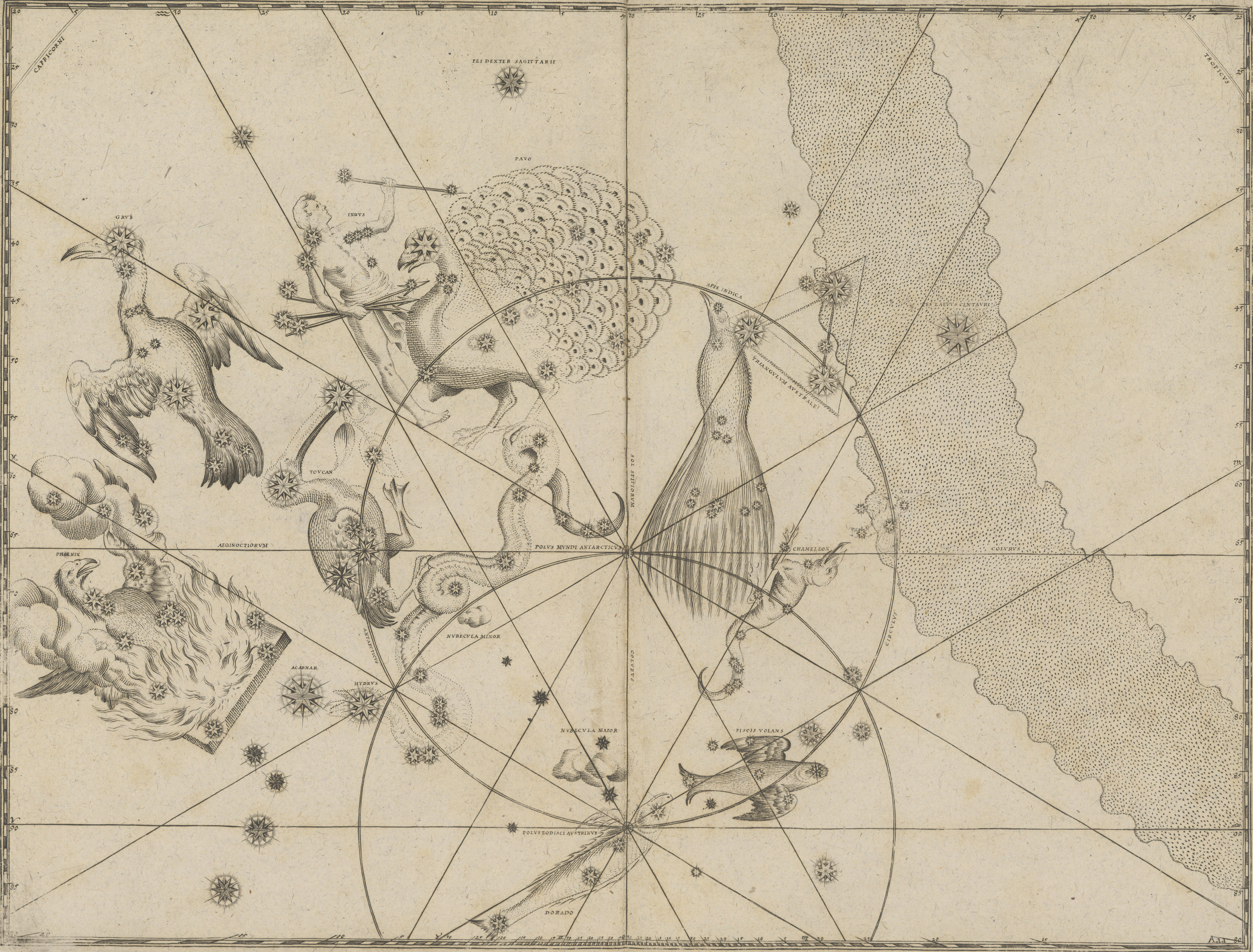
Ilustração das doze novas constelações do hemisfério celeste Sul, numa edição da obra de Johann Bayer datada de 1661, reproduzindo a que foi publicada na edição original do atlas Uranometria em 1603. Na página da esquerda observam-se Doradus (em baixo, ao centro), Phoenix, Hydrus, Tucana, Grus, Indus e Pavo; na da direita, Apus (aqui identificada como Apis Indica), Triangulum Australe, Chamaeleon, Musca (aqui identificada como Apis) e Volans.

Em 1595 pediu aos navegantes holandeses Pieter Dirkszoon Keyser e Frederick de Houtman que cartografassem o céu do hemisfério sul, aproveitando a viagem destes às Índias Orientais a bordo do Hollandia. Após a recolha dos dados produziu, em finais de 1597 ou princípios de 1598, um globo celeste em que, para além da correção dos erros presentes na representação do hemisfério celeste sul nas obras anteriores, introduziu doze novas figuras que viriam a ser adotadas como constelações oficiais pela UAI: a Mosca, a Ave do Paraíso, o Camaleão, o Dourado, o Grou, a Hidra Macho, o Índio, o Pavão, a Fênix, o Triângulo Austral (corrigido), o Tucano e o Peixe Voador.
A autoria destas doze constelações mantém-se até hoje controversa: enquanto a maioria dos investigadores a atribuem aos próprios Pieter Dirkszoon Keyser e Frederick de Houtman, outros creditam-nas exclusivamente a Keyser, enquanto ainda há quem defenda que os navegantes teriam apenas recolhido os dados, cabendo a Plâncio agrupar as estrelas e decidir que figuras ilustrariam os asterismos.
Seja como for, o globo celeste de Plâncio representou-as pela primeira vez, dando-lhes suficiente notoriedade para constarem da influente obra de Johann Bayer, o atlas celeste Uranometria, publicado em 1603, que as tornou célebres para a comunidade de astrônomos posteriores.
Em 1612 (ou 1613) introduziu, num novo globo celeste, mais duas figuras que viriam a ser adotadas pela UAI como constelações oficiais, assim como a Pomba: a Girafa e o Unicórnio.
Para além das que foram assimiladas na lista de 88 constelações oficiais contemporâneas, Plâncio retratou nas suas obras outras sete que se tornaram obsoletas: Polophylax - o "guarda do polo" - (no mesmo mapa-múndi de 1592 em que estreara a figura da Pomba), Iordanus (o Rio Jordão), Tigris (o Rio Tigre), Apes - cuja designação viria a ser alterada por autores posteriores para Musca Borealis (a Mosca Boreal), Gallus (o Galo), Cancer Minor (o Caranguejo Menor ou Caranguejinho) e Sagitta Australe (a Flecha Austral), sendo estas seis últimas introduzidas no globo celeste de 1612.

## Homenagens
Descoberto em 1960, o asteroide do cinturão principal 10648 Plancius, foi batizado em sua honra.

## Mapas

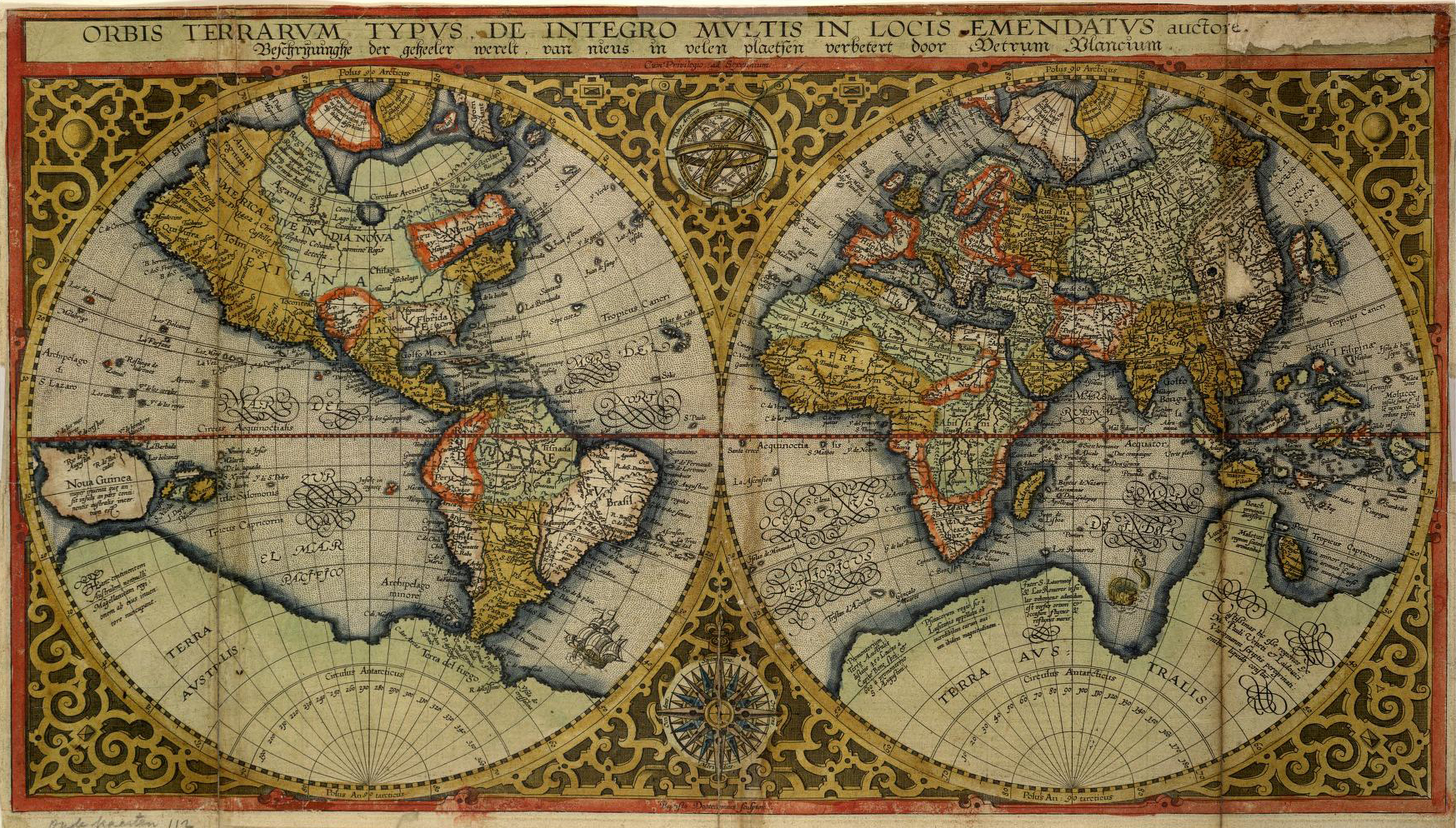
Orbis Terrarum 1590
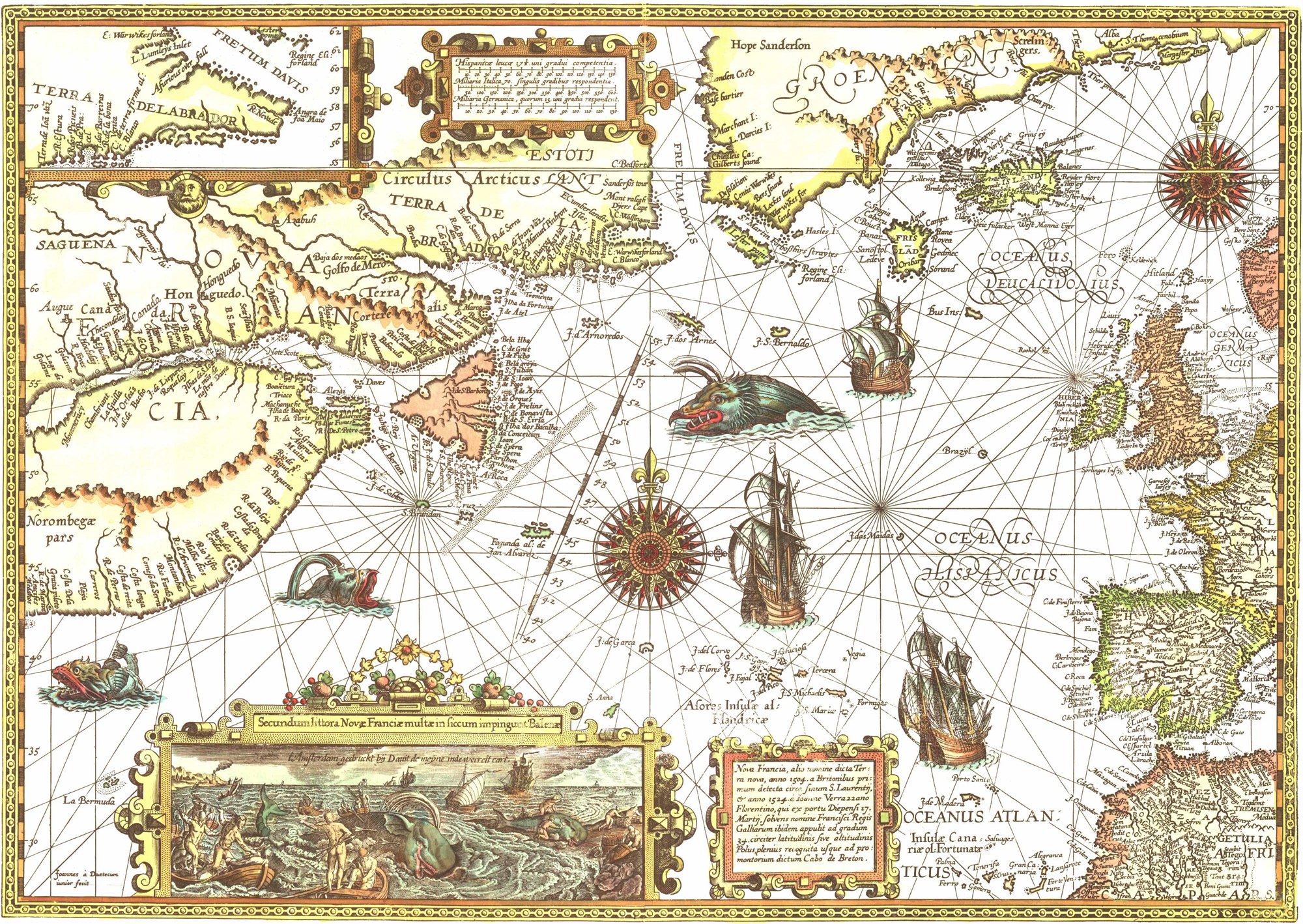
Nova Francia .. Terra Nova 1592
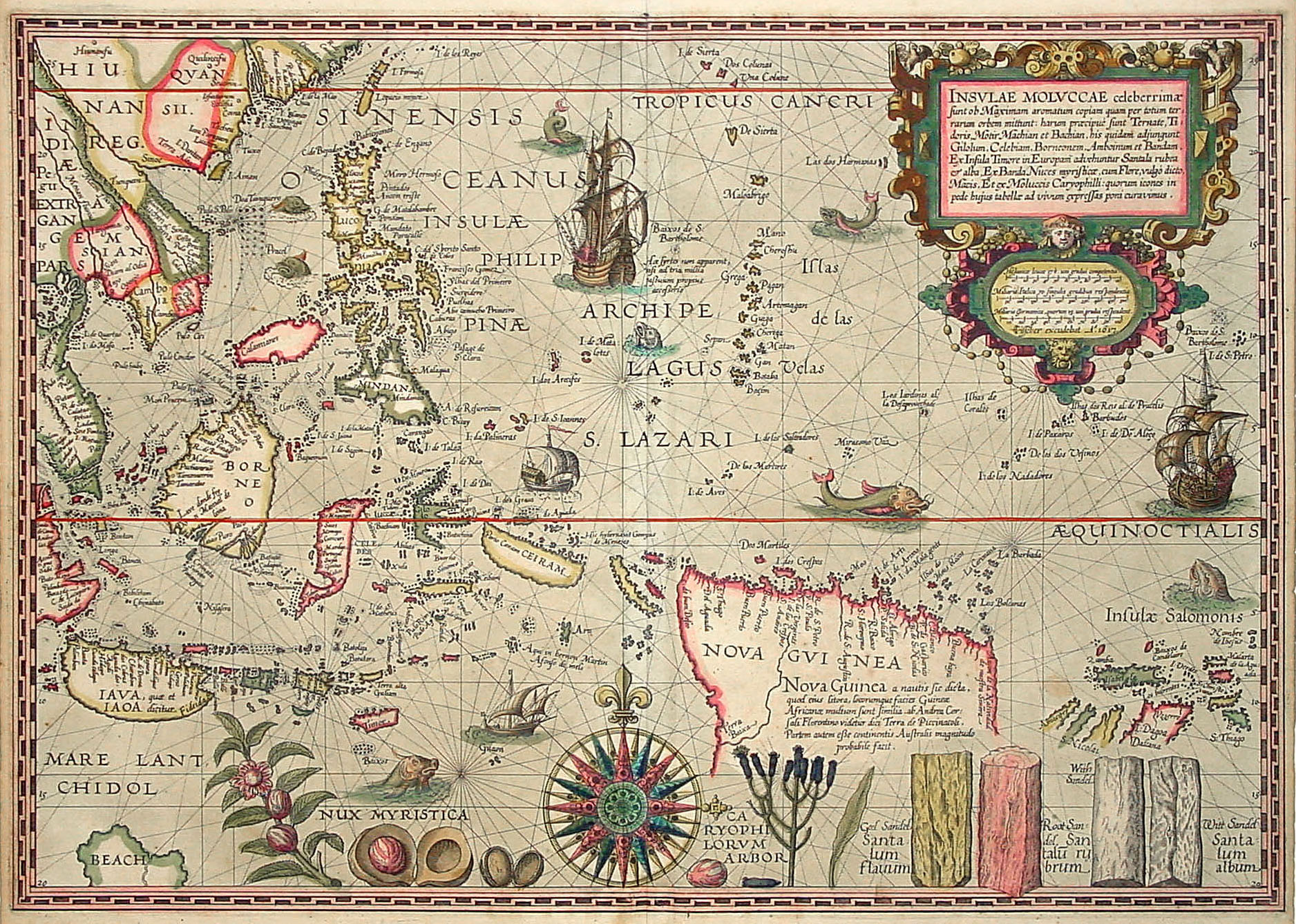
Insulae Moluccae 1592
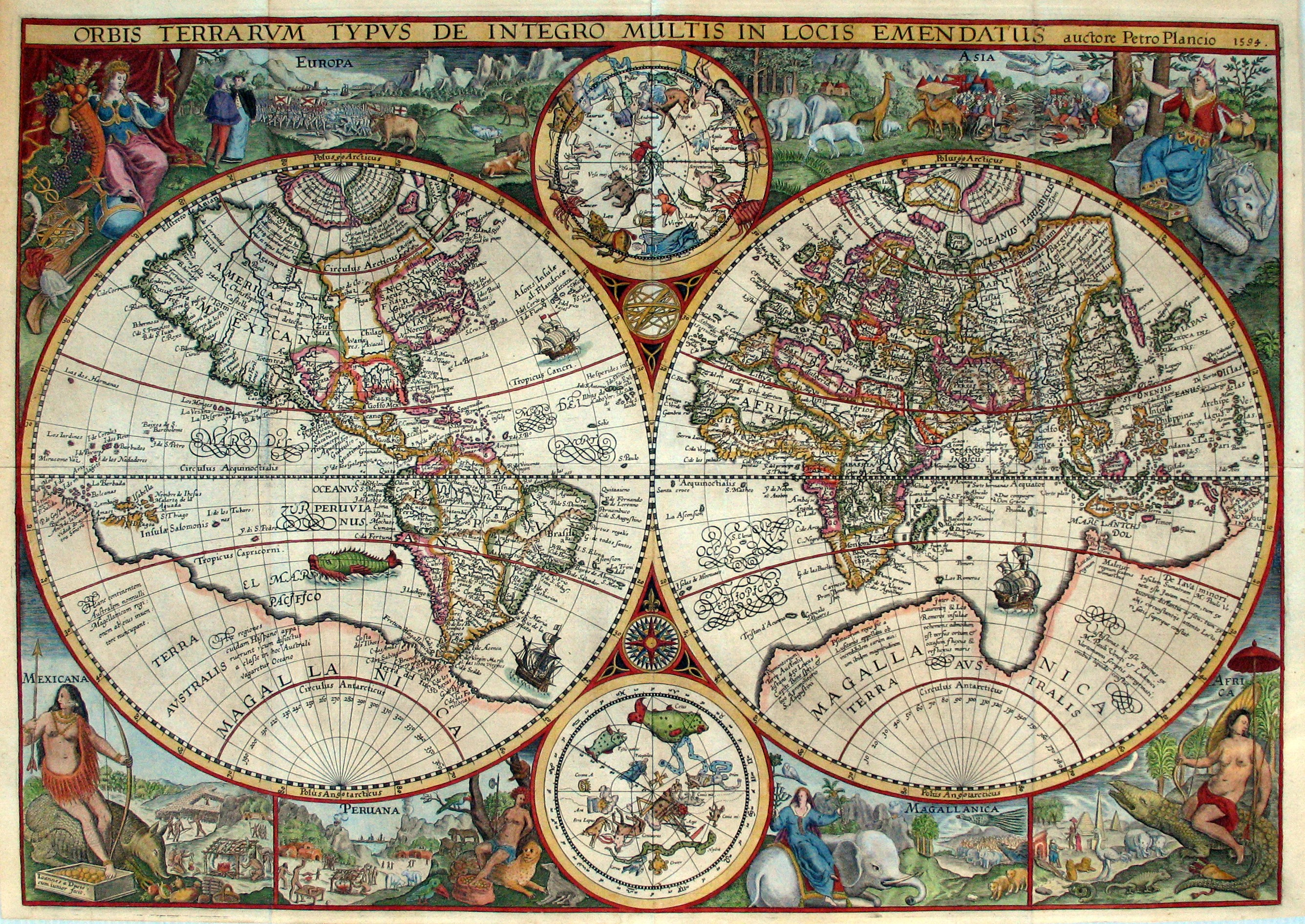
Orbis Terrarum 1594